# 雪山鼩鼹
雪山鼩鼹（学名：Uropsilus nivatus），一种分布于中国云南西北部地区的小型哺乳动物，隶属于鼹科鼩鼹属，模式产地为云南玉龙雪山。本种发表时被视为峨眉鼩鼹（Rhynchonax andersoni）的一个亚种，之后又有学者将本种视为长吻鼩鼹（Uropsilus gracilis）同物异名。2013年中国学者通过系统学研究，确定本种的有效性。